# Terreiro Velho
Terreiro Velho est une localité de Sao Tomé-et-Principe située à l'est de l'île de Principe. C'est une ancienne roça transformée en plantation destinée à la production de chocolat haut de gamme.

## Population
Lors du recensement de 2012, 152 habitants y ont été dénombrés.

## Histoire

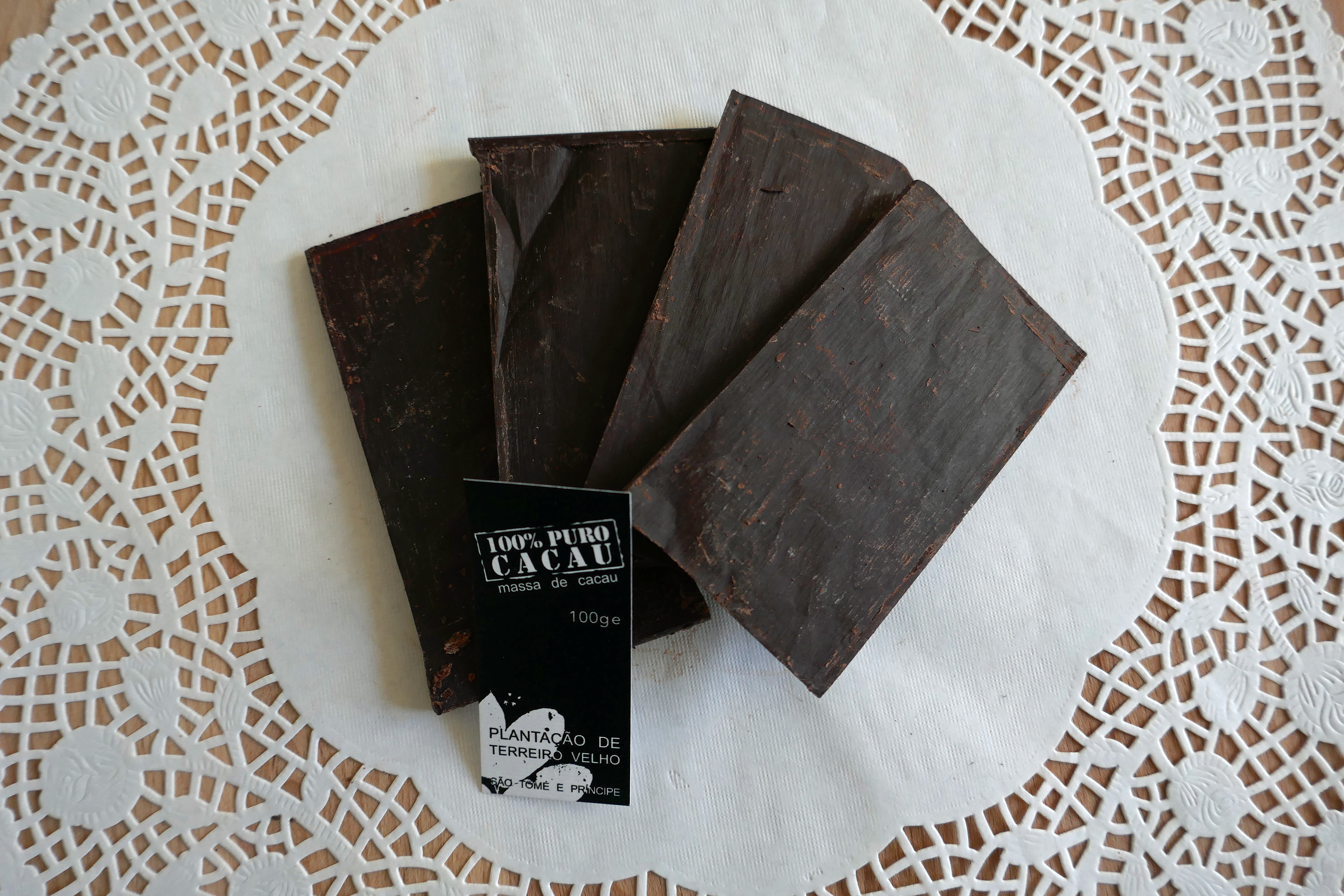
Chocolat artisanal 100% cacao produit à Terreiro Velho.

La roça de Terreiro Velho est la première de l'archipel à se lancer dans la culture du cacao, lorsqu'en 1822 José Ferreira Gomes rapporte un plant du Brésil à Principe, d'abord comme plante ornementale.
Au milieu des années 1990, l'ingénieur agronome italien Claudio Corallo achète cette plantation de 120 hectares, alors à l'abandon, et la restaure. Une première phase d'expérimentation ayant donné des résultats très prometteurs, il se lance dans la production d'un chocolat de très haute qualité en contrôlant tout le processus, de l'arbre à la tablette.